# Herrarnas tempolopp i bancykling vid olympiska sommarspelen 1992
Herrarnas tempolopp i bancykling vid olympiska sommarspelen 1992 ägde rum den 27 juli 1992 i Velòdrom d'Horta.

## Medaljörer
| Event               | Guld                       | Silver                 | Brons             |
| Herrarnas tempolopp | José Manuel Moreno Spanien | Shane Kelly Australien | Erin Hartwell USA |

## Resultat
| Placering | Namn                 | Land                | Tid      | Km/h   |
| --------- | -------------------- | ------------------- | -------- | ------ |
| 1         | José Manuel Moreno   | Spanien             | 1:03.342 | 56.834 |
| 2         | Shane Kelly          | Australien          | 1:04.288 | 55.998 |
| 3         | Erin Hartwell        | USA                 | 1:04.753 | 55.595 |
| 4         | Jens Glücklich       | Tyskland            | 1:04.798 | 55.557 |
| 5         | Adler Capelli        | Italien             | 1:05.065 | 55.329 |
| 6         | Frédéric Lancien     | Frankrike           | 1:05.157 | 55.251 |
| 7         | Jon Andrews          | Nya Zeeland         | 1:05.240 | 55.180 |
| 8         | Gene Samuel          | Trinidad och Tobago | 1:05.485 | 54.974 |
| 9         | Dirk Jan van Hameren | Nederländerna       | 1:05.524 | 54.941 |
| 10        | Keiji Kojima         | Japan               | 1:05.994 | 54.550 |
| 11        | Ingus Veips          | Lettland            | 1:06.074 | 54.484 |
| 12        | Aleksandr Kirichenko | OSS                 | 1:06.137 | 54.432 |
| 13        | Christian Meidlinger | Österrike           | 1:06.509 | 54.128 |
| 14        | Anthony Stirrat      | Storbritannien      | 1:06.522 | 54.117 |
| 15        | Mika Hämäläinen      | Finland             | 1:06.808 | 53.885 |
| 16        | Rocco Travella       | Schweiz             | 1:06.811 | 53.883 |
| 17        | Nelson Mario Pons    | Ecuador             | 1:06.878 | 53.829 |
| 18        | César Muciño         | Mexiko              | 1:06.984 | 53.744 |
| 19        | Tom Steels           | Belgien             | 1:07.085 | 53.663 |
| 20        | Grzegorz Krejner     | Polen               | 1:07.235 | 53.543 |
| 21        | Kiril Georgiev       | Bulgarien           | 1:07.371 | 53.435 |
| 22        | Sergio Rolando       | Argentina           | 1:08.267 | 52.734 |
| 23        | Kurt Innes           | Kanada              | 1:08.593 | 52.483 |
| 24        | Livingstone Alleyne  | Barbados            | 1:09.014 | 52.163 |
| 25        | José Velásquez       | Colombia            | 1:10.143 | 51.323 |
| 26        | Sean Bloch           | Sydafrika           | 1:10.145 | 51.322 |
| 27        | Herry Janto Setiawan | Indonesien          | 1:10.342 | 51.178 |
| 28        | Mohamed Reza Banna   | Iran                | 1:11.036 | 50.678 |
| 29        | Andrew Myers         | Jamaica             | 1:13.186 | 49.189 |
| 30        | Pedro Vaca           | Bolivia             | 1:14.175 | 48.338 |
| 31        | Neil Lloyd           | Antigua och Barbuda | 1:14.816 | 48.118 |
| 32        | Don Campbell         | Caymanöarna         | 1:16.192 | 47.249 |